# 河原者
河原者，又稱河原乞食、河原人，是日本中世紀時代其中一種部落民的稱呼。

## 河原者的活動
根據平安時代的『左經記』長和5年（1016年）正月2日的記述：河原人剥死牛皮革，這是河原者第一次被記錄。
進入室町時代後，河原者的活動開始多樣化與被記錄，主要從事屠畜和皮革加工。河原者的稱呼是因為他們多住在河邊，当時的屠畜業者與皮革業者尚未分化。住在河邊的原因是皮革加工要用大量的水，加上河邊地方免稅。除此之外，他們也從事掘井、藝能（能劇役者、歌舞伎役者）、搬運業、行商、造園業。其中最有名的是室町幕府第八代将軍足利義政的園藝師善阿彌。
進入江戶時代，他們正式編入部落民中。

## 現代用法
在現代日本，「河原乞食」是人們對藝人的嘲諷和藝人的自嘲用語。

## 內部連結
- 穢多